# Buffyverse

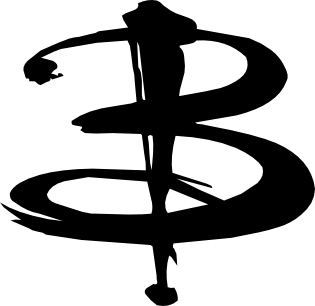
L’Iconica “B” del logo del Buffyverse

Buffyverse (risultato della fusione tra Buffy e la parola universe) è il termine coniato dai fan di Buffy e Angel per riferirsi all'universo immaginario in cui le due serie sono ambientate. I confini del Buffyverse si sono estesi enormemente nel corso degli anni.

## Altri nomi
«Buffyverse» è il nome più comune con cui si identifica l'universo che riguarda Buffy e Angel, ma sono stati coniati anche altri termini. Lo svantaggio di questi termini è che tendono ad escludere alcune informazioni di una serie o dell'altra e molti fan considerano Buffyverse il termine più appropriato a descrivere l'universo di Buffy e Angel e la loro mitologia perché Buffy è la serie originale da cui poi tutto si è sviluppato.
- Cacciaverso/Angelverso: come Buffyverse, questi termini possono essere interpretati come un collegamento ad un unico show in particolare (rispettivamente Buffy e Angel). Cacciaverso (formato a partire dall'inglese Slayerverse), sottolinea il fatto che relativamente pochi episodi di Angel contengono la presenza di cacciatrici, mentre Angelverso suggerisce che la mitologia costruita in Angel sia ambientata in un universo immaginario separato da quello di Buffy, la qual cosa non è rispondente al vero.
- Whedonverso/Jossverso/ME-verso (da Mutant Enemy, la casa di produzione di Whedon): questo termine è spesso usato per raggruppare le opere di Joss Whedon e questo include anche Firefly. Dato che queste altre opere non sembrano avere alcuna connessione con l'universo di Buffy e Angel e con la loro ambientazione, il termine Buffyverse rimane il più appropriato.

## La costruzione del Buffyverse
L'universo immaginario conosciuto come Buffyverse è considerato il costrutto immaginario creato da centinaia di storie individuali raccontate attraverso la televisione, i romanzi, i fumetti e altro. Inizialmente questo universo era creato solo attraverso gli episodi di Buffy, ma la successiva creazione della serie televisiva Angel e l'aumento della popolarità dei due show ha fatto sì che venissero prodotti una serie di ulteriori storie che portassero il marchio di Buffy e Angel con il risultato che i fan hanno iniziato a selezionare ciò che considerano ufficiale nel Buffyverse.
All'infuori delle serie televisiva, il Buffyverse è stato allargato da diversi autori ed artisti nella cosiddetta Espansione del Buffyverse. I romanzi del Buffyverse, i videogiochi e la stragrande maggioranza dei fumetti sono prodotti sotto la licenza della 20th Century Fox, ma sono generalmente considerati non canonici all'interno del Buffyverse. I creatori di queste storie sono generalmente liberi di raccontare le loro personali storie ambientate nel Buffyverse, preoccupandosi o meno di inserirle nella continuità ufficiale delle serie. Allo stesso modo gli autori degli episodi televisivi non sono obbligati a usare la continuità narrativa generatasi dall'Espansione del Buffyverse, potendo anche contraddirla.
I fumetti del Buffyverse sono stati pubblicati in America dalla casa editrice Dark Horse Comics che detiene tuttora i diritti della serie. In Italia era iniziata una pubblicazione dei fumetti a cura della casa editrice Play Press Publishing nel 2000 ma dopo soli cinque numeri il progetto venne accantonato. Nel 2004 la casa editrice Free Books ha ripreso la pubblicazione dei fumetti di Buffy ma limitandosi ai volumi raccoglitori (paperback), rilegati come in America, e concentrandosi, per sua stessa ammissione, solo sulla serie regolare (escludendo così i numerosi numeri speciali e one-shot che non verranno tradotti). L'operazione è tuttora in corso.
La casa editrice IDW detiene invece i diritti di produzione per i fumetti di Angel e, al momento, niente è stato ancora pubblicato in lingua italiana. Nel 2004, Joss Whedon ha scritto una miniserie di otto numeri intitolata Fray per la Dark Horse, in cui narra le gesta di un'ammazzavampiri del futuro. Questa mini-serie ha invece raggiunto subito il mercato italiano pubblicata sempre dalla Free Books.
Il Buffyverse ha anche ispirato un discreto numero di produzioni create dai fan, in particolare videoclip musicali in cui vengono inseriti immagini delle due serie televisive su brani che non fanno parte delle colonne sonore ufficiali pubblicate.

## Caratteristiche del Buffyverse
Questo mondo fittizio e simile al nostro sotto molti aspetti, però nel Buffyverse gli elementi del soprannaturale disseminati in tutto il mondo sono resi noti solo ad una piccola porzione della popolazione. È interessante notare che nonostante molti aspetti particolari del Buffyverse siano presentati come buoni o cattivi, e sono trattati come tali, in realtà il concetto di bene e male assume una forma più ambigua venendo caratterizzato da una vasta gamma di sfumature e sfaccettature. Alcuni degli aspetti principali del Buffyverse sono riassunti di seguito.

### Gli Antichi
In origine il mondo era governato da potentissimi demoni di razza pura conosciuti come gli "Antichi". Gli "Antichi" vennero in seguito esiliati da questa e chiunque rimase fu distrutto o imprigionato nel Deeper Well nascosto in Inghilterra. Questi demoni vengono onorati e venerati dai demoni inferiori, l'unico Antico che è apparso nella serie è Illyria.

Un Turok-Han, una delle creature della saga

### Vampiri
Secondo la leggenda del Buffyverse, l'ultimo degli "Antichi" che lasciò la nostra dimensione infettò un umano, il loro sangue si mischiò e un demone, il Van Tal, venne intrappolato al posto dell'anima nel corpo umano. Giles spiegò come in seguito quest'essere ne morse un altro e un altro e così loro camminarono nuovamente sulla Terra (Episodio 1x02 - La riunione). Alcuni elementi tradizionali della mitologia dei vampiri sono utilizzati mentre altri no.

### Demoni
Sono molto pochi i demoni puri a esistere ancora nel nostro mondo (si distinguono dall enorme mole), nella serie vediamo il sindaco Wilkins diventare un demone puro, poi ci sono una moltitudine di demoni ed alcuni sono anche metà-demoni (cioè figli di un demone e di umano).
Il numero delle specie demoniache è vasto. Durante la maggior parte delle serie Buffy e Angel, i demoni sono dipinti come intrinsecamente malvagi. In alcuni casi tuttavia, i demoni vengono mostrati anche come portatori di valori e morale e con un principio di bontà. Viene detto che i demoni non posseggono un'anima, ma apparentemente questo fa riferimento all'anima umana e alla coscienza ad essa collegata.

### Cacciatrici
Un gruppo di sciamani usò l'essenza di un demone per creare la Prima Cacciatrice. Questa ragazza fu bandita dal suo stesso villaggio e obbligata a combattere le forze dell'oscurità da sola. Quando morì un'altra ragazza venne "scelta" al suo posto. La linea di successione delle cacciatrici è mantenuta intatta fino al ventunesimo secolo. La cacciatrice possiede una grande forza fisica e poteri di guarigione accelerata.

### La "lotta giusta"
Le cacciatrici non sono le uniche disposte ad affrontare le forze dell'oscurità. Il Consiglio degli Osservatori offre una guida e una figura autorevole alle cacciatrici. Altrove alcune persone e organizzazioni che scoprono l'esistenza delle forze demoniache, decidono di combatterle. A Los Angeles un gruppo di giovani ribelli di colore combatte contro i vampiri che stanno distruggendo la loro comunità (vedi Charles Gunn). Anche alcuni esponenti del Governo degli Stati Uniti e figure autorevoli sono a conoscenza della verità.

### Magia
La magia nel Buffyverse può essere usata in molteplici maniere. Gli incantesimi possono essere recitati da chiunque attraverso l'uso di articoli magici mentre si pronunciano particolari parole. Le streghe e gli stregoni hanno più potere e conoscenza per poter usare la magia per i loro scopi. La magia è di solito ereditaria pero si può anche (se si studia per anni o se si ha un particolare talento) diventare delle potenti streghe e potenti stregoni esercitandosi spesso con i rituali e incantesimi fino ad acquisire veri e propri poteri degni di questa specie (come Willow).

### Tecnologia
Nel Buffyverse sembra esserci a disposizione un'avanzata tecnologia. Per esempio, qui i robot vivono tra i normali cittadini: in Internet (episodio 1x08 - Il male nella rete), costruiti dalle persone decenni prima (episodio 2x11 - Il fidanzato di mamma), costruiti dai giovani nel presente (episodio 5x15 - La ragazza dei sogni), e usati anche dalla forze oscure.